# Khu rừng đen tối
Khu rừng đen tối (tiếng Trung: 黑暗森林; Hán-Việt: Hắc ám sâm lâm; bính âm: Hēi'àn sēnlín) là tiểu thuyết khoa học viễn tưởng năm 2008 của nhà văn Lưu Từ Hân. Đây là phần tiếp theo của thiểu thuyết Tam thể (tiếng Trung: 三体, bính âm: sān tǐ)  trong bộ ba "Chuyện cũ trái đất" (tiếng Trung: 地球往事, bính âm: Dìqiú wǎngshì). Tuy nhiên, độc giả Trung Quốc thường gọi cả bộ tiểu thuyết này là Tam thể. Bản dịch Tiếng Việt được dịch bởi Lục Hương và được nhà xuất bản Nhã Nam xuất bản năm 2019.

## Cốt truyện
Liên Hợp Quốc (LHQ) thành lập Hội đồng phòng ngự toàn cầu (PDC) để thực thi những cố gắng phòng thủ chống lại cuộc xâm lược của người Tam Thể sẽ đến trái đất trong 421 năm nữa. Tuy nhiên, người Tam Thể đã gửi trước đến trái đất những máy tính hạ nguyên tử được gọi là các Hạt trí tuệ để tiến hành giám sát bí mật các quốc gia và các cuộc trò chuyện riêng tư của người trái đất, đồng thời làm gián đoạn hoạt động của các máy gia tốc hạt, cản trở mọi phát minh mới trong vật lý. Vì các hạt trí tuệ không thể đọc được suy nghĩ của con người nên bên cạnh không ngừng phát triển sức mạnh quân sự, PDC quyết định thành lập dự án Người diện bích (Người quay mặt vào tường để tu hành theo quan niệm Phật Giáo). Theo đó, sẽ có 4 người được chọn làm người diện bích, bốn người này được phép sử dụng các nguồn lực và tài nguyên của LHQ để tiến hành các dự án mà chỉ riêng họ biết. Ba người diện bích đầu tiên được lựa chọn theo những lợi thế của mỗi cá nhân, bao gồm: Frederick Tyler là cựu Bộ trưởng quốc phòng Hoa Kỳ, Manuel Rey Diaz là cựu tổng thống Venezuela đồng thời cũng là một kỹ sư hạt nhân,  Bill Hines là cựu chủ tịch Liên minh Châu Âu và cũng là một nhà thần kinh học. Người diện bích thứ tư là một sự bất ngờ lớn, anh ta là La Tập, một nhà xã hội học Trung Quốc khá lười biếng và không có chí cầu tiến. Về sau, người ta nhận thấy rằng vì một nguyên nhân bí hiểm nào đó, người Tam Thể và tổ chức ETO luôn tìm cách giết anh. Đáp lại dự án người diện bích của LHQ, người Tam Thể cũng đã chọn trong ETO ba Người phá tường. Những người phá tường này có nhiệm vụ theo dõi và vạch trần những kế hoạch bí mật của ba người diện bích đầu tiên Tyler, Diaz và Hines.   
Cùng thời điểm này, Chương Bắc Hải được tiến cử vào Quân chủng không gian Trung Quốc, ở đây Hải luôn bày tỏ một niềm tin chiến thắng mãnh liệt và phê phán những người theo chủ nghĩa đào vong. Hải đã sát hại những nhà khoa học nghiên cứu ủng hộ vũ khí lực sử dụng lực đẩy hoá học. Sau đó Hải được chọn đi ngủ đông để trở thành người chiến đấu chống lại chủ nghĩa đào vong trong quân đội trong tương lai. Trong khi đó, người diện bích Tyler lên kế hoạch sản xuất các máy bay cảm tử không gian cỡ nhỏ có trang bị vũ khí sét hòn, đào tạo những người lính cảm tử lái những máy bay này lao vào hạm đội không gian quân Trái Đất để tạo ra đội quân bóng ma lượng tử. Nhưng kế hoạch này của Tyler đã sớm bị vạch trần bởi người phá tường thứ nhất. Sau đó, các quốc gia trên trái đất đã phán Tyler là tội phạm chiến tranh, và Tyler đã tự vẫn sau đó. Riêng Diaz thì yêu cầu LHQ tài trợ tạo ra những đầu đạn hạt nhân siêu lớn, và một một cuộc thử nghiệm đã được thực hiện trên sao Thủy. Sau đó, người phá tướng số 2 đã vạch trần kế hoạch của Diaz. Theo như những gì người phá tường số 2 tra được, Diaz đang có ý định tạo ra những cỗ máy hạt nhân cực lớn có khả năng đẩy Sao Thủy rơi vào Mặt trời, kéo theo sự sụp đổ cả Hệ mặt trời. Trong kỳ họp lắng nghe người diện bích tiếp sau đó của PDC, đại biểu Mỹ tuyên bố Diaz vi phạm quyền miễn trừ ngoại giao và bắt giữ ông. Tuy nhiên, Diaz đã đào thoát bằng cách bịa ra rằng ông ấy đang đeo tay một công tắc kích nổ có khả năng tàn phá cả New York. Khi ông ta đào tẩu bằng một chuyên cơ về đến Venezuela, ông ta bị dân chúng miệt thị như một tội phạm chiến tranh và bị giết bởi một đám đông giận dữ. Trong khi đó Hines nghiên cứu các thực nghiệm giúp khuếch đại trí thông minh của con người và vô tình phát minh ra một thiết bị cấy ghép niềm tin. LHQ đã cho phép sử dụng các thiết bị này để cấy niềm tin chiến thắng cuộc chiến với người Tam Thể cho binh lính, như là một cách chống lại chủ nghĩa đào vong trong binh lính. Về sau chương trình này bị chấm dứt và được xem là tội ác chống lại loài người.   
Riêng người diện bích cuối cùng, La Tập, không làm việc và sử dụng những tài trợ của mình để sống một cuộc sống thoải mái và tìm cô gái lý tưởng để cưới làm vợ. Tuy nhiên, Hội đồng đã dùng vợ con để ép La Tập phải tiến hành kế hoạch của Người Diện Bích. Tập sau đó cũng đã hiểu ra nhiều điều về Xã hội học vũ trụ, một học thuyết bắt nguồn từ cuộc trò chuyện năm xưa của anh với Diệp Văn Khiết, thủ lĩnh của tổ chức ETO. Theo đó, Tập đã sử dụng mặt trời như một ăn-ten khuyết đại, phát ra vũ trụ vị trí của một ngôi sao cách trái đất 50 năm ánh sáng. Sau đó cả La Tập và Hines đều ngủ đông. Cùng lúc này có một phát hiện thông qua các dấu vết trong các đám bụi không gian rằng hạm đội Tam Thể đã khởi hành và sẽ đến Trái đất trong 200 năm nữa.  
Tập, Hines và vợ của Hines tỉnh dậy sau 200 năm ngủ đông trong một xã hội phát triển thịnh vượng bất chấp sự kiềm hãm khoa học do hạt trí tuệ gây ra. Người trái đất hiện sở hữu hàng ngàn phi thuyền không gian lớn và nhanh hơn nhiều so với phi thuyền của người Tam Thể. Tổ chức ETO cũng đã tiêu vong. LHQ rất tự tin vào chiến thắng đồng thời chấm dứt dự án Người Diện Bích. Vợ của Hines cũng tuyên bố bà ta chính là người phá tường của Hines và cũng vạch trần kế hoạch của ông ta: thiết bị cấy niềm tin thực chất đã được Hines đảo ngược hoàn toàn chức năng của nó, theo đó niềm tin được cấy cho binh lính chính là một niềm tin chiến bại, củng cố chủ nghĩa đào vong trong binh lính, khiến họ muốn chạy trốn vào vũ trụ từ đó gieo hy vọng duy trì được nòi giống loài người. Hạm đội không gian của người trái đất lo lắng các thiết bị đã bí mật tạo ra một lực lượng binh lính theo chủ nghĩa đào vong nên đã đánh thức Chương Bắc Hải dậy để điều tra. Hải bất ngờ tiết lộ mình bao lâu nay đã bí mật ủng hộ chủ nghĩa đào vong, anh cướp con tàu lớn nhất, cùng với phi hành đoàn tẩu thoát khỏi Trái đất. Hạm đội trái đất cử bốn phi thuyền không gian đuổi theo. Trong khi đó, thiết bị thăm dò đầu tiên của người Tam Thể đã vượt qua sao Mộc. Trong một cuộc khoa trương sức mạnh, hạm đội không gian trái đất đã cử toàn bộ 2000 phi thuyền đánh chặn thiết bị thăm dò của người Tam Thể. Tuy nhiên, thiết bị thăm dò lại là một khối rắn có hình dạng một giọt nước được tạo bởi lực tương tác mạnh, cứng và bền hơn bất kì vật liệu nào con người biết đến. Trong cuộc đánh chặn này, Giọt nước đã đâm thủng khoang chứa nhiên liệu của hầu hết các phi thuyền, chỉ có 2 chiến thuyền chạy thoát khỏi Hệ Mặt trời. Biết được kết cục này, xã hội loài người đã rơi vào khủng hoảng trầm trọng. Trong khi đó, bốn phi thuyền được cử đuổi theo Chương Bắc Hải quyết định gia nhập và đào tẩu cùng phi thuyền của Hải. Tuy nhiên, tất cả các phi thuyền này cuối cùng đã chọn cách giết lẫn nhau để cướp nhiên liệu duy trì sự sống trên phi thuyền và đồng thời duy trì hoạt động của phi thuyền. Trong trận chiến sinh tồn này, chỉ có hai tàu còn sót lại. La Tập lý giải rằng trận chiến sinh tồn này đã khẳng định một lần nữa lý thuyết "Khu rừng đen tối" của anh: sự sống tồn tại mọi nơi trong vũ trụ với một sự phát triển nhanh chóng mà tài nguyên thì có hạn, do đó các nền văn minh tiêu diệt lẫn nhau để sinh tồn. Chỉ có thể hạn chế sự diệt vong của một nền văn minh bằng cách che giấu đi sự tồn tại của nó. La Tập được phục hồi thân phận người diện bích của mình khi LHQ xác nhận rằng ngôi sao mà trước đó bị Tập tiết lộ vị trí giờ đã bị tiêu diệt. La Tập đã lập ra kế hoạch buộc người Tam Thể đình chiến bằng cách doạ tiết lộ vị trí của họ ra ngoài vũ trụ. Tuy nhiên, người Tam Thể đã đưa giọt nước đến để phong toả mặt trời, ngăn La Tập sử dụng mặt trời để phát sóng vị trí của hành tinh Tam Thể. La Tập gần như bỏ ý định và tham gia vào dự án Vùng đất tuyết, là một nổ lực vô ích sử dụng bom hạt nhân để tạo ra các đám mây bụi vũ trụ nhằm ghi lại và theo dõi dấu vết của hạm đội Tam Thể. La Tập dần bị công chúng ghẻ lạnh vì những gì anh ta làm gần như không phục vụ để chóng lại cuộc xâm lăng của Tam Thể và dần đắm chìm trong bia rượu. Nhưng ở những phút cuối cùng, người ta mới biết rằng anh đã mã hoá tin nhắn vào bom nguyên tử, khi những quả bom này phát nổ những đám mây bụi được tạo ra sẽ khiến mặt trời nhấp nháy, làm lộ ra vũ trụ vị trí của hành tinh Tam Thể bằng mã Morse. Người Tam Thể bị buộc phải đình chiến. Chính phủ cuối cùng cũng đồng ý đánh thức vợ con của Tập sau thời gian dài ngủ đông, Tập được đoàn tụ cùng gia đình. Anh gặp được người Tam Thể vô danh năm xưa đã giao tiếp với Diệp Thanh Khiết, hai người bàn luận và đồng tình rằng vẫn còn hy vọng lé loi rằng các nền văn minh trong vũ trụ có thể chung sống hoà bình với nhau.

## Các nhân vật
- Diệp Văn Khiết (叶文洁) – Nhà vật lý học thiên văn, người đầu tiên liên lạc với người Tam Thể, lãnh tụ tinh thần của tổ chức Tam thể địa cầu ETO.
- Mike Evans (麦克·伊文斯) – Người dẫn đầu và là tài trợ tài chính cho ETO, bị giết ở Quyển 1.
- Thường Vĩ Tư (常伟思) – Lãnh tụ của  PLA, đồng nghiệp của Chương Bắc Hải. Chỉ huy đầu tiên của không gian quân của người Trái đất.
- Chương Bắc Hải (章北海) – Chính uỷ trong PLA. Anh là người ủng hộ phát triển động cơ đẩy. Được chọn làm chỉ huy của tàu Chọn lọc tự nhiên, quyết định cho tàu Chọn lọc tự nhiên tẩu thoát khỏi hệ mặt trời.
- Trương Viện Triều (张援朝) –  Công nhân của nhà máy hoá chất về hưu ở Bắc Kinh.
- Sử Cường (史强), còn được gọi là Đại Sử (大史) – Đảm bảo an ninh cho người diện bích. Bị bệnh bạch cầu và được ngủ đông để chuẩn bị cho cuộc chiến cùng La Tập, nhiều lần cứu La Tập từ các cuộc ám sát bởi virus máy tính.
- Ngô Nhạc (吴岳) – Thuyền trưởng trong PLA.
- Trang Nhan (庄颜) – Tốt nghiệp Học viện mỹ thuật trung ương, vợ của La Tập.
- Đinh Nghi (丁仪) –  Nhà vật lý lý thuyết.
- Tổng thư ký Say: Tổng thư ký LHQ, giám sát việc thành lập dự án Người diện bích và chọn La Tập, cược rằng tầm quan trọng của La Tập đối với người Tam Thể có thể mang đến thành công cho nhân loại. Cố gắng tạo dự án tưởng niệm loài người.
- Phương Diện Tự (东方延绪) – Đội trưởng tàu Chọn lọc tự nhiên. Được miễn nhiệm vì cần được kiểm tra phong ấn tinh thần, không thể ngăn chặn Chương Bắc Hải đưa tàu Chọn Lọc Tự nhiên đào tẩu khỏi hệ mặt trời.
- Kent (坎特) – Nhân viên an ninh cho người diện bích La Tập. Qua đời vì tuổi già.

Những người diện bích: (面壁者):
Frederick Tyler là cựu Bộ trưởng quốc phòng Hoa Kỳ, Manuel Rey Diaz là cựu tổng thống Venezuela đồng thời cũng là một kỹ sư hạt nhân,  Bill Hines là cựu chủ tịch Liên minh Châu Âu và cũng là một nhà thần kinh học. Người diện bích thứ tư là một sự bất ngờ lớn, anh ta là La Tập, một nhà xã hội học Trung Quốc khá lười biếng và không có chí cầu tiến.
- Frederick Tyler (弗雷德里克·泰勒) – cựu Bộ trưởng quốc phòng Hoa Kỳ, về sau tự sát.
- Manuel Rey Diaz (曼努尔·雷迪亚兹) – cựu tổng thống Venezuela đồng thời cũng là một kỹ sư hạt nhân, bị dân chúng giết.
- Bill Hines (比尔·希恩斯) – cựu chủ tịch Liên minh Châu Âu và cũng là một nhà thần kinh học.
- La Tập (罗辑) – một nhà xã hội học Trung Quốc.

## Các quyển tiểu thuyết trong cùng bộ
Cùng với quyển Khu rừng đen tối, bộ ba Chuyện cũ trái đất còn có:
- 三体, (Tam Thể): Bản dịch Tiếng Việt được dịch bởi Lục Hương và được xuất bản bởi NXB Nhã Nam năm 2008.
- 死神永生 (Tử thần sống mãi); Bản dịch Tiếng Việt được dịch bởi Lục Hương và được xuất bản bởi NXB Nhã Nam năm 2021.

## Video
- Giọt nước,[2] mô tả thiết bị thăm dò của người Tam Thể được gửi đến trái đất, một đoạn phim dài 14 phút được tạo ra bởi một sinh viên ngành Kiến trúc ở Đại học Columbia. Nhà văn Lưu Từ Hân đã nhận xét như sau về đoạn phim này: "Đây là một đoạn phim trong tâm niệm của tôi. Nếu nó được đặt vào phim Tam thể, tôi có thể an lòng nhắm mắt khi chết."
- MC Tam thể – Khu rừng đen tối[3] là một bộ phim hoạt hình dài tập được tạo bởi nhóm các người hâm mộ Trung Quốc. Đầu tiên nó là loạt hoạt hình được sản xuất bởi Minecraft, sau đó được làm bởi phần mềm hoạt hình chuyên nghiệp. Cả bộ xuất hiện vào đầu năm 2018.[4]